# Guinea Pig Club
The Guinea Pig Club (Klub morčat) byl společenský klub založený v roce 1941 k vzájemné podpoře britských a spojeneckých letců zraněných během druhé světové války. Tvořili jej pacienti chirurga Archibalda McIndoea ve vojenské Nemocnici Královny Viktorie v East Grinsteadu v Sussexu. Archibald McIndoe, nositel Řádu britského impéria, byl jedním z pionýrů rekonstrukční plastické chirurgie. Jeho pacienti se obvykle rekrutovali z řad těžce popálených letců RAF. Klub zůstal aktivní i po skončení války, váleční veteráni z klubu se scházeli až do roku 2007.
Název Klub morčat byl narážkou na morčata coby tradiční laboratorní zvířata, a odrážel tak experimentální povahu technik a zařízení používaných v East Grinsteadu.

## Počátky

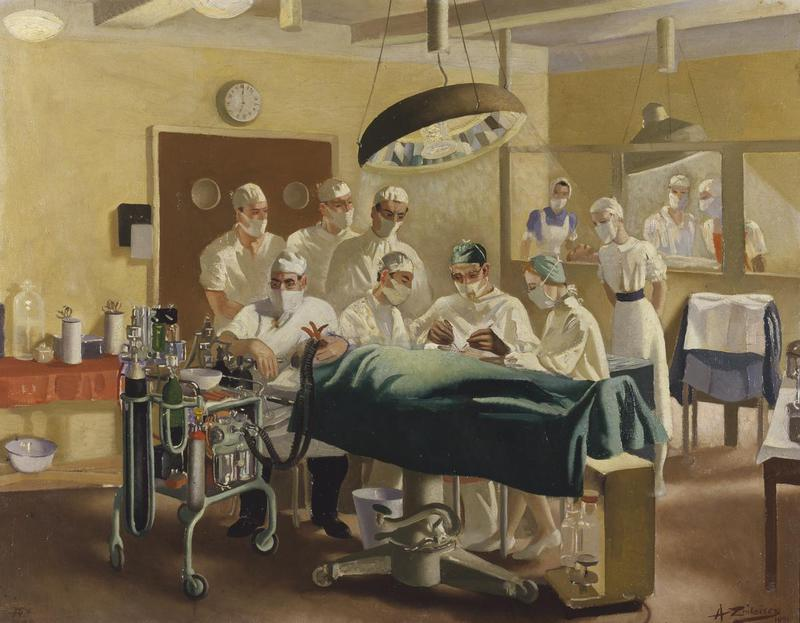
Archibald McIndoe operuje v East Grinsteadu na obraze skotské malířky Anny Zinkeisen (1944)

Klub vznikl z iniciativy Archibalda McIndoea v červnu 1941 především jako "pijácký" klub. Členy bylo 39 pacientů, chirurgové a anesteziologové z personálu nemocnice a přátelé, kteří svými finančními dary a pomocí přispívali k lepšímu životu pacientů.
Kritérium členství splňovali pacienti, kteří patřili mezi výkonné letce a prošli alespoň dvěma chirurgickými zákroky. Na konci války klub měl už 649 členů. Původními členy byli letci RAF s vážnými popáleninami, zejména na obličeji a na rukou. Některá z těchto zranění byla život ohrožující a prakticky všechna zanechávala trvalé následky. Většina z nich byli Britové, významné menšiny tvořili Kanaďané, Australané a Novozélanďané. Do konce války přibyli také Američané, Francouzi, Rusové, Češi a Poláci. Během bitvy o Británii byli pacienty ponejvíce stíhací piloti, ale do konce války asi 80 % členů pocházelo z posádek britského Bomber Command.
Archibald McIndoe si uvědomoval, že mnoho pacientů bude muset zůstat v nemocnici několik let a podstoupit řadu rekonstrukčních operací. Považoval za důležité, aby jejich další život byl společensky produktivní a aby se i přes mnohdy velmi patrné postižení začlenili do běžného života. Klub měl pomáhat v psychologické přípravě rekonvalescentů na život venku. Pacienti byli povzbuzováni k tomu, aby už v průběhu rekonvalescence vedli pokud možno normální život. Mimo jiné měli dovoleno nosit vlastní oblečení nebo uniformy místo nemocničních županů, a na přání mohli opustit nemocnici. Místní rodiny byly vyzvány, aby je přivítaly jako hosty, a ostatní obyvatelé aby se k nim chovali jako ke komukoli jinému; East Grinstead se stal městem, kde se nezírá. McIndoe povoloval svým mladým pacientům konzumaci alkoholu a neformální výzdobu oddělení.

## Zakládající členové
Prezident klubu: Archibald McIndoe
Viceprezident: Tom Gleave

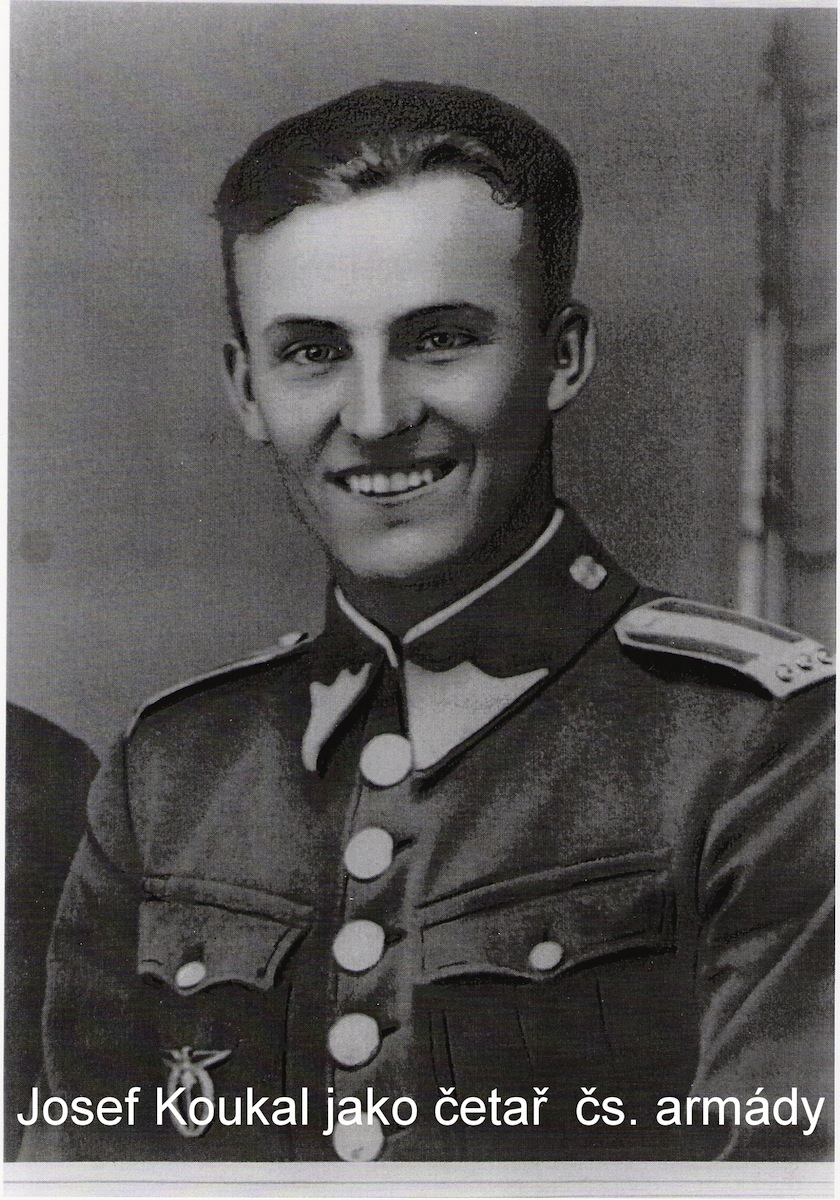
Josef Koukal, zakládající člen Guinea Pig Clubu, v uniformě čs. armády před válkou.

Letci: McCleod, Mappin, Clarkson, Bodenham, Dewar, Shepherd, Lock, Hillary, Fleming, Lord, Hart, Langdale, Bennions, Harrison, Butcher, Truhlář, Koukal, Noble, Mann, Krasnodebski, McPhail, Banham, Smith-Barrie, Page, Mann.
Lékaři: John Hunter, Russell Davis, George Morley.

## Klubové symboly
Znakem Guinea Pig Clubu je okřídlené morče a klubová hymna:
We are McIndoe’s army,

We are his Guinea Pigs.

With dermatomes and pedicles,

Glass eyes, false teeth and wigs.

And when we get our discharge

We’ll shout with all our might:

"Per ardua ad astra"

We’d rather drink than fight.
John Hunter runs the gas works,

Ross Tilley wields the knife.

And if they are not careful

They’ll have your flaming life.

So, Guinea Pigs, stand ready

For all your surgeon’s calls:

And if their hands aren’t steady

They’ll whip off both your ears.
We’ve had some mad Australians,

Some French, some Czechs, some Poles.

We’ve even had some Yankees,

God bless their precious souls.

While as for the Canadians –

Ah! That’s a different thing.

They couldn’t stand our accent

And built a separate Wing.
We are McIndoe’s army...
My jsme McIndoeova armáda,

My jsme ta jeho Morčata,

S našimi kožními štěpy,

Skleněné oči, umělé zuby, paruky.

My dostáli jsme slibu

A budem křičet ze všech sil:

"Per Ardua ad astra",

Raději pít než bojovat.
John Hunter pustí plyn,

Ross Tilley vede nůž.

A pokud nebudou opatrní,

Vezmou si tvůj planoucí život.

Takže, Morčata, povstaňte

Na chirurgovo volání.

A když jeho ruka nebude pevná,

Budete bez uší.
Měli jsme nějaké bláznivé Australany,

Nějaké Francouze, Čechy, Poláky.

Dokonce jsme měli nějaké Yankee,

Bůh žehnej jejich jemným duším.

Ale s těmi Kanaďany,

Ach, to je jiná věc!

Nemohli vystát náš přízvuk

A udělali si vlastní oddělení.
My jsme McIndoeova armáda...

## Guinea Pig Club v České republice
Díky mecenášství Jana Horala Guinea Pig Club po roce 1990 každoročně navštěvoval Českou republiku. Ve dnech 17. až 19. dubna 2000 navštívili členové Guinea Pig Clubu na pozvání Jana Horala Český Krumlov. V pražském Hotelu Duo patřícímu Janu Horalovi bývali pravidelnými hosty. Jan Horal veterány pravidelně zval, organizoval setkání, ubytovával a hostil je ve svém hotelu. Od Guinea Pig Clubu vzešla poté iniciativa pro udělení Řádu britského impéria pro Jana Horala.